# Hermann Itzigsohn
 Ernst Friedrich Hermann Itzigsohn (* 17. März 1814 in Neudamm; † 4. Januar 1879 in Schöneberg) war ein preußischer, deutscher Mediziner und Botaniker. Sein botanisches Autorenkürzel lautet „Itzigs.“.

## Leben
Ernst Friedrich Hermann Itzigsohn studierte Medizin und wurde 1836 in Berlin promoviert.
Hermann Itzigsohn wirkte als Arzt in Frankfurt/Oder, Küstrin, Neudamm und zuletzt in Schöneberg.
Er ist Erstbeschreiber mehrerer botanischer Taxa, bearbeitete insbesondere Moose und unternahm eingehende mikroskopische Untersuchungen an Süßwasser-Algen.
Itzigsohn war Mitglied der Königlich Bayerischen Botanischen Gesellschaft zu Regensburg, der naturforschenden Gesellschaft zu Görlitz, der Gesellschaft Flora zu Dresden und der Pollichia.
Am 1. Mai 1854 wurde er unter der Präsidentschaft von Christian Gottfried Daniel Nees von Esenbeck mit dem akademischen Beinamen Roth in der Sektion "Botanik" unter der Matrikel-Nr. 1706 als Mitglied in die Kaiserliche Leopoldino-Carolinische Deutsche Akademie der Naturforscher aufgenommen.
Ernst Hampe benannte ihm zu Ehren Barbula itzigsohnii Hampe 1843, eine Pflanze der Gattung Barbula aus der Familie der Pottiaceae.
Der Verbleib seines Herbariums ist nicht bekannt.

## Schriften
- Verzeichniss der in der Mark Brandenburg gesammelten Laubmoose, nebst einigen Bemerkungen über die Spermatozoen der phanerogamischen Gewächse. Hirschwald, Berlin 1847 Digitalisat
- Ueber das Wesen und die Behandlung der Hustenbräune. Ein Beitrag zur Paediatrik. Hammerschmidt, Frankfurt an der Oder 1857 Digitalisat